# ブルック・エリオット
ブルック・エリオット（Brooke Elliott, 1974年11月16日 - ）は、アメリカのテレビ/映画/舞台女優、歌手。代表作はライフタイムのテレビドラマ『私はラブ・リーガル』のジェーン・ビンガム役。

## 来歴
ミネソタ州で生まれた。父親の仕事の関係で、ミシガン州リバービューに引っ越し、Gabriel Richard Catholic High Schoolを1993年に卒業した。その後、西ミシガン大学に入学し、Musical Theatre Performanceにより美術学士の学位で卒業した。
彼女は熟練した歌手であり、『美女と野獣』、The Pirate Queen、Taboo、『ウィキッド』といったブロードウェイ・ミュージカルにも良く出演している。
2012年に来日、都内のイベントに出席する。

## フィルモグラフィ
- 私はラブ・リーガル Drop Dead Diva (2009-2014)
- スイート・マグノリアス Sweet Magnolias (2020-) ダナ・スー・サリバン役

## 参照
1. ↑  http://www.thenewsherald.com/articles/2010/01/01/entertainment/doc4b3a3b836b768925921033.txt Drop dead diva: Former high school thespian earns starring role
2. ↑  “アーカイブされたコピー”. 2012年9月5日時点のオリジナルよりアーカイブ。2012年5月24日閲覧。
3. ↑  「私はラブ・リーガル」主演のB・エリオットが恋人同伴で初来日！ | cinemacafe.net